# Tunel schronowy w Strzyżowie

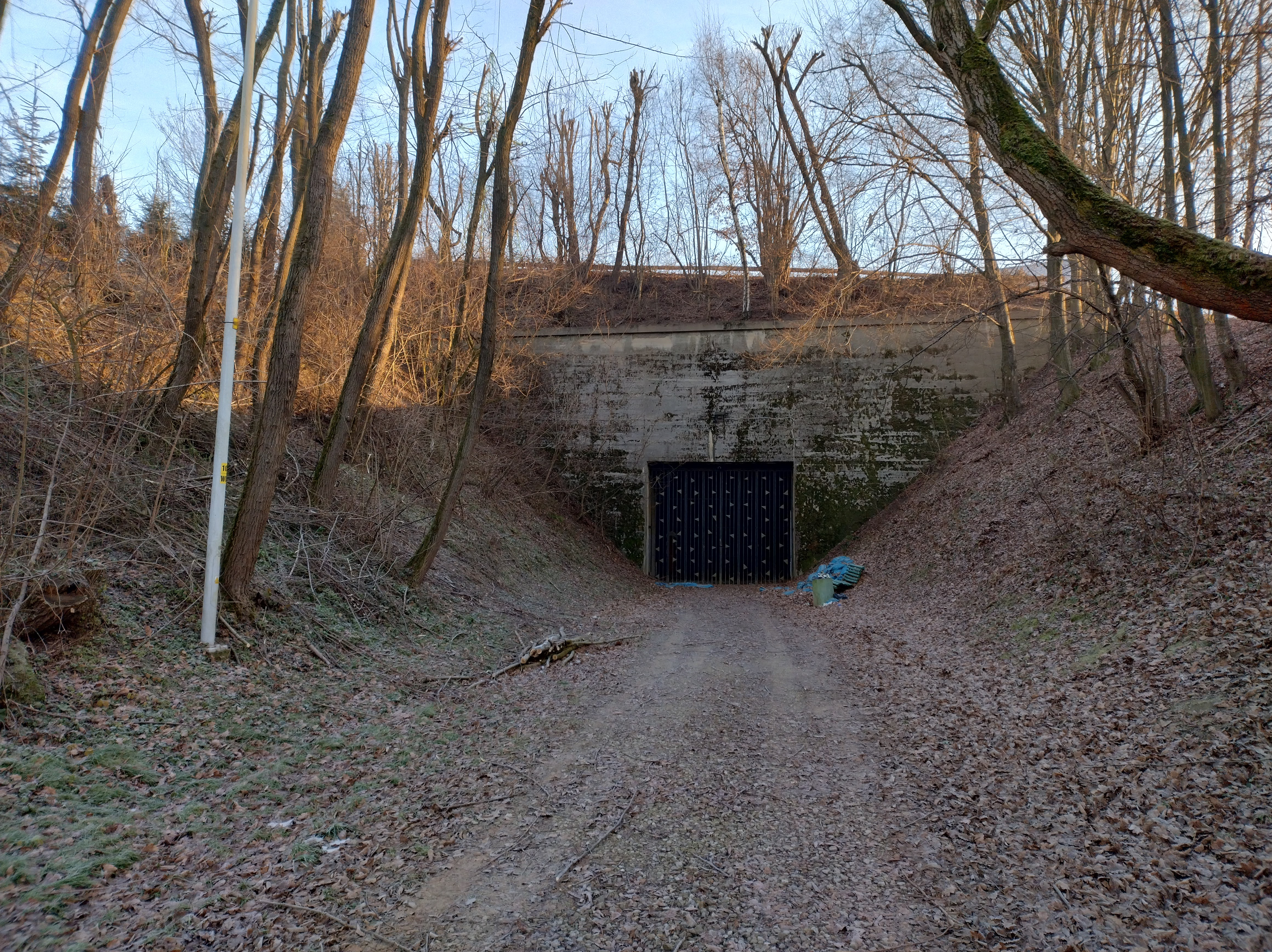
Wjazd do tunelu schronowego w Strzyżowie (2024)

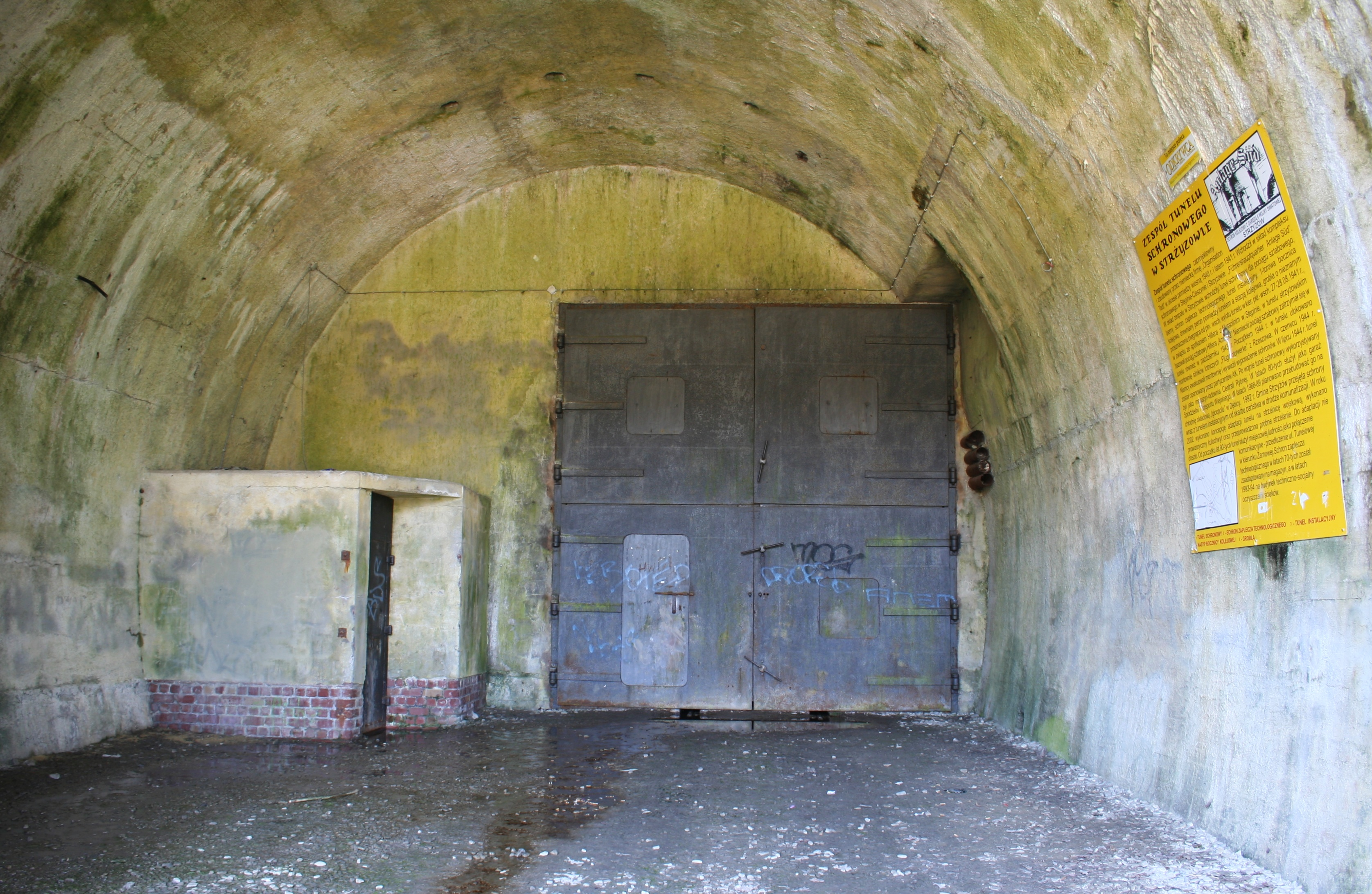
Wnętrze tunelu

Tunel schronowy w Strzyżowie – podziemny schron kolejowy dla pociągu specjalnego „Amerika” kanclerza III Rzeszy Adolfa Hitlera, zbudowany w czasie II wojny światowej pod Żarnowską Górą w Strzyżowie, w województwie podkarpackim. Wraz z tunelem schronowym w Stępinie-Cieszynie tworzył kwaterę główną Hitlera Anlage Süd.

## Historia
Schron tunelowy pod Żarnowską Górą został zbudowany w latach 1940–1941 przez nazistowską paramilitarną Organizację Todta (OT) z wykorzystaniem pracy robotników przymusowych, prawdopodobnie w większości rozstrzelanych po ukończeniu konstrukcji. Został wydrążony metodą górniczą. Był przewidziany na stanowisko dowodzenia dla Grupy Armii Południe podczas agresji III Rzeszy na ZSRR. Zgodnie ze wspomnieniami strzyżowian inwestycję poprzedziło rozpoznanie lotnicze. Wysiedleniem objęci zostali tylko mieszkańcy bezpośredniego otoczenia tunelu.
Według relacji Władysława Pitery wstępne prace nad budową tunelu schronowego z udziałem kilku tysięcy robotników, inżynierów i urzędników rozpoczęły się jesienią 1939; według Romana Konieczkowskiego dopiero wiosną 1940. W rejonie dworca kolejowego, na wylocie tunelu od strony Żarnowej, a także na strzyżowskim rynku powstały baraki dla zakwaterowania ludzi sprowadzonych przez OT pod szyldem firmy zbrojeniowej Askania Werke, która wyposażyła personel we własne mundury. Miało być wśród nich wielu Austriaków. Część majstrów mieszkała w przyległym domu Ferdynanda Mikulskiego, który przekazywał informacje na potrzeby sabotażu kpr. Stanisławowi Mikulskiemu ps. Żmija. Do wywozu ziemi i dowozu materiałów konstrukcyjnych z dworca na miejsce budowy zatrudnieni zostali odpłatnie polscy furmani, a okoliczne stodoły służyły jako magazyny cementu, żwiru i stali zbrojeniowej. Według własnej relacji w kierowaniu dostawami materiałów budowlanych do budowy tunelu uczestniczył Franciszek Chrapkiewicz, który wcześniej najął się do pracy przy instalacjach elektrycznych. Całość realizacji tunelu miał nadzorować osobiście Fritz Todt. Składowane w pobliżu tunelu materiały wybuchowe były pozyskiwane przez żołnierzy Armii Krajowej do akcji dywersyjnych.
Według Franza Seidlera i Dietera Zeigerta tunel kolejowy miał zostać wydrążony przez wiedeńską firmę Universale Hoch- und Tiefbau jeszcze przed I wojną światową, a w 1940–1941 jedynie wzmocniony dwuipółmetrową warstwą zbrojonego betonu i wyposażony w maszynownię z agregatem prądotwórczym. Łączna ilość zużytego betonu miała wynieść 15 tys. metrów sześciennych. Maszynownia tunelu strzyżowskiego o objętości 34,2 tys. m³ była znacznie obszerniejsza niż w przypadku tunelu w Stępinie.
Z relacji Tadeusza Lutaka, który był zatrudniony przy budowie bocznicy kolejowej do Żarnowskiej Góry, wynika jednak, że tunel był drążony od podstaw w 1940, wysadzaniem skały zajmowali się Jugosłowianie, a wydobyty gruz posłużył do usypania wału kolejowego i likwidacji bagna w Żarnowej. Z okresu rządów austriackich lub II Rzeczypospolitej mogły pochodzić natomiast plany inżynierskie, dotyczące skrócenia trasy linii kolejowej przez Żarnowską Górę.
Prace zostały według Pitery przyśpieszone przed atakiem na ZSRR w czerwcu 1941, kiedy w rejonie nastąpiła koncentracja wojsk. Na szczycie Żarnowskiej Góry, według Pitery zniwelowanym na potrzeby przemieszczania się artylerii, zlokalizowane zostało stanowisko obrony przeciwlotniczej, a przy moście na Wisłoku w Żarnowej – umocniona pozycja obronna. Ukończone latem 1941 obiekty zostały zamaskowane przy użyciu siatek maskujących i drewnianych dachów. Według Lutaka jeden z nadrzecznych bunkrów został po ukończeniu budowy obłożony deskami i pomalowany na zielono. Wbrew oficjalnemu przeznaczeniu schron był pusty w dniu ataku na ZSRR 22 czerwca 1941 i nie został wykorzystany przez kolejne dwa miesiące.
Pociąg specjalny Hitlera „Amerika” zatrzymał się w tunelu w nocy z 27 na 28 sierpnia 1941 roku. Podczas kilkudniowej wizyty Benita Mussoliniego u Hitlera obaj przywódcy przyjechali swoimi pociągami z kwatery północnej Wilczy Szaniec w Gierłoży do kwatery południowej (Anlage Süd), aby stąd poprzez jedno z lotnisk w Krośnie udać się do Humania na przegląd wojsk włoskich na froncie wschodnim. Po przyjeździe z Wilczego Szańca pociąg Hitlera zatrzymał się w tunelu w Strzyżowie, po czym Hitler wyruszył w konwoju samochodów do Stępiny, gdzie jego wagon pulmanowski został następnie podstawiony na potrzeby kolacji z Mussolinim. Po powrocie z Humania do Krosna i dalej samochodami do Stępiny Hitler i Mussolini odbyli 28 sierpnia wspólną wizytę pociągiem „Amerika” w strzyżowskim tunelu, skąd pierwszy wyjechał do Wilczego Szańca, a drugi własnym pociągiem do Rzymu.
Według relacji Pitery do ukończonego tunelu wjeżdżały pociągi towarowe i kolumny samochodów ciężarowych.
Przed połową 1943 niemiecka obsada tunelu była przedmiotem rozpoznania miejscowej komórki AK, zleconego przez Józefa Lutaka ps. Roch Stanisławowi Mikulskiemu. W październiku 1943 w tunelu zatrzymał się niemiecki pociąg sztabowy.
Około drugiego kwartału 1944 władze niemieckie planowały przeniesienie do tunelu produkcji lotniczej z zakładów w Rzeszowie, wysyłając tam zespół z zadaniem przygotowania przestrzeni, po czym porzuciły plan pod wpływem postępów Armii Czerwonej. Według innego źródła w tunelu została faktycznie uruchomiona montownia silników lotniczych pod szyldem rzeszowskiej fabryki Flugmotorenwerke, ewakuowana w czerwcu 1944. Schron został oznaczony jako 2004 Tunnel Strzyzow-Jaslo „Phoenix” w nakreślonym pod koniec maja 1944 programie Geilenberga, który nakazywał relokację rafinerii naftowych (w tym produkcji benzyny syntetycznej z zastosowaniem metody Bergiusa) pod ziemię dla ich osłony przez bombardowaniami alianckimi. Wycofujące się siły niemieckie zdemontowały i wywiozły część wyposażenia schronu zaplecza technologicznego, który zaopatrywał tunel w energię elektryczną i cieplną, wodę doprowadzaną z Wisłoka i filtrowane powietrze.
W ostatnich dniach lipca 1944 w ramach akcji „Burza” siły AK z Żarnowej, Godowej i Strzyżowa, w tym pluton dywersyjny Stanisława Mikulskiego, opanowały mosty w Żarnowej i zaatakowały od tej strony niemiecką straż tunelu. W walce poległ Tadeusz Rokosz ps. Sztabowy.
Inwentaryzacja tunelu przeprowadzona w 1948 przez Wojsko Polskie wykazała brak toru kolejowego, chodników i instalacji. Korytarz podziemny pomiędzy tunelem a maszynownią, w której zniszczone zostały posadzki, był zalany wodą.
W okresie Polskiej Rzeczypospolitej Ludowej tunel schronowy był wykorzystywany do celów gospodarczych, m.in. jako lodownia Centrali Rybnej i garaż Spółdzielni Transportu Wiejskiego, od lat 90. XX w. służył jako pieszo-rowerowy szlak komunikacyjny pomiędzy Strzyżowem a Żarnową, a w 2002 powstał niezrealizowany projekt umieszczenia w nim strzelnicy wojskowej. Nadziemny kompleks schronów zaplecza technologicznego został zaadaptowany w latach 70. XX w. na magazyn, a w 1993–1994 na budynek techniczno-socjalny miejskiej oczyszczalni ścieków w Strzyżowie. Mieści się w nim wystawa militariów, połączona podziemnym tunelem instalacyjnym z głównym tunelem schronowym, który po renowacji wiosną 2004 został udostępniony do zwiedzania przez władze Strzyżowa jako placówka Muzeum Samorządowego Ziemi Strzyżowskiej w Strzyżowie.

## Opis
Nawa tunelu schronowego ma długość 438 metrów, łącznie z przedsionkami wartowniczymi na obu końcach przekop liczy 465 metrów. Nawa ma przekrój kolisty o średnicy 8,87 m i wysokość sięgającą w najwyższym miejscu 6,5 m, powstała na planie prostokąta. Jej ściany boczne zostały wykonane z betonu, częściowo zbrojonego, a strop z cegły klinkierowej na zaprawie cementowej. Położenie bocznicy kolejowej jest przesunięte względem osi symetrii tunelu. Z wnętrza uchodzi szyb wentylacyjny. Nawę zamykają na obu końcach czterodzielne, kwadratowe stalowe wrota o boku 4,5 m i grubości 30 cm, zaopatrzone w wywietrzniki i zbliżone kształtem do niezachowanych wrót z kompleksu w Konewce (Anlage Mitte). Na zewnątrz wrót znajdują się przedsionki uformowane z żelbetowego lub betonowego muru oporowego, mieszczące przybudówki dla strażników i obsługi pociągu, do których wiodą z nawy labiryntowe wejścia. Przedsionki kończą się prostokątnymi portalami betonowymi o wysokości 4,5 m i szerokości 5,4 m. Pierwotnie stację kolejową łączył z tunelem drewniany peron.
Bezpośrednio na południe od schronu tunelowego, po przeciwnej stronie linii kolejowej Rzeszów–Jasło, znajduje się na powierzchni kompleks schronów zaplecza technologicznego (maszynownia), do którego prowadzi z rejonu zachodniego wejścia do tunelu schronowego tunel instalacyjny o szerokości 3,85 m i wysokości 2,7 m. Kompleks techniczny mieścił kotłownię, elektrownię, sterownię, magazyn paliw, zbiornik wody, urządzenia wentylacyjne i kanały techniczne.

## Hipotezy na temat przeznaczenia
Inżynier elektronik Mieczysław Pietruski (1928–2024), który spędził okupację w Strzyżowie, podkreślał, że „tuneli komunikacyjnych nie zaopatruje się w drzwi, a tym bardziej w pancerne wrota ze strażą”. Wspominał, że w elektrowni w kompleksie zaplecza technologicznego stale pracował silnik Diesla i interpretuje znaczenie budynku jako przemysłowe. Rozpatrując przypuszczenie Leszka Więcki o wykorzystaniu tunelu do montażu rakiet V-2, wskazywał na działalność firmy Askania w sektorze precyzyjnych instrumentów elektrycznych i wojskowych instrumentów pokładowych. W jego ocenie „można być prawie pewnym, że tunele – żarnowski i stępiński – były częścią zakrojonego na dużą skalę programu niemieckich badań podstawowych (rakietowych lub nawet atomowych), rozpoczętych jeszcze przed wojną”, zwłaszcza w świetle natychmiastowego przystąpienia okupanta do prac po zajęciu terenu stanowiącego dawną posiadłość austro-węgierską, a także sąsiedztwa inwestycji zbrojeniowych Centralnego Okręgu Przemysłowego i poligonu testowego V-2 w Bliźnie.